# Marquinhos Paraná
Antônio Marcos da Silva Filho, genannt Marquinhos Paraná, (* 20. Juli 1977 in Recife) ist ein ehemaliger brasilianischer Fußballspieler.

## Karriere
Er startete seine Karriere in der Jugendmannschaft des Santa Cruz FC. Im Zuge seiner Laufbahn qualifizierte er sich erst 2005 für ein Erstligateam in Brasilien. Danach ging es für eine Saison nach Japan und wieder zurück nach Brasilien zum Cruzeiro EC aus Belo Horizonte. Für diesen Verein bestritt er seine meisten Pflichtspiele. Ein großer Erfolg blieb aber aus. Marquinhos Paraná war Teil der Mannschaft die das Finale der Copa Libertadores 2009 verlor.
2013 wechselte Marquinhos Paraná nach Japan zu Ventforet Kofu. Er war mit 39 Jahren immer noch aktiv.

## Erfolge
CRB
- Staatsmeisterschaft von Alagoas: 2002

Cruzeiro
- Staatsmeisterschaft von Minas Gerais: 2008, 2009, 2011
- Campeonato Internacional de Verano: 2009

## Auszeichnung
- Staatsmeisterschaft von Santa Catarina: Mitglieder Auswahlmannschaft 2006[1]